# Los Ángeles
Los Ángeles je město v Chile, hlavní město provincie Biobío. V roce 2012 zde žilo 186 671 obyvatel. S celkovou rozlohou 1748,2 km² činila hustota zalidnění 110 obyvatel/km². Nachází se mezi řekami Laja a Bío-Bío. Sídlo založil v roce 1739 pod názvem Nuestra Señora de Los Ángeles španělský generál José Antonio Manso de Velasco. Ve městě se narodili například politik Carlos Dávila a fotbalista Nery Veloso.